# Wakō (Saitama)
Wakō (jap. 和光市, -shi) ist eine Stadt in der Präfektur Saitama auf Honshū, der Hauptinsel von Japan. 

## Geografie
Wakō liegt östlich von Tokorozawa, südlich von Saitama und nördlich von Tokio.

## Geschichte
Die Stadt Wakō wurde am 31. Oktober 1970 gegründet. Zunächst hatte Honda dort seine Produktionsstätte. Die Fabrik wurde inzwischen verlegt, aber das Honda-Forschungsinstitut hat noch seinen Sitz dort. Weiter ist Wakō Hauptsitz der weltweit renommierten staatlichen Forschungseinrichtung RIKEN. Die Einwohnerzahl stieg von 40.000 beim Erlangen des Status einer Stadt auf gegenwärtig circa 80.000.

## Verkehr
- Straße:
  - Nationalstraße 254, nach Kawagoe
- Zug:
  - Tōbu Tōjō-Hauptlinie

## Fabriken
- Honda

## Angrenzende Städte und Gemeinden
- Asaka
- Toda
- Tokio: Stadtbezirke Itabashi, Nerima